# Vlajka Ostrova Man

Manská vlajka
Poměr stran: 1:2

Manská námořní vlajka
Poměr stran: 1:2

Vlajka Ostrova Man, nazývaná trinacria, je tvořena červeným listem o poměru stran 1:2. Uprostřed je trojnožka – tři spojené, pokrčené, bílé nohy, vějířovitě položené a otočené (podle směrnic z roku 1968) špičkami chodidel ve směru pohybu hodinových ručiček (triskelion). Nohy jsou chráněné bílo-žlutým brněním, žlutě zdobené a se žlutými ostruhami.
Motiv vlajky vychází z erbu posledního krále tohoto území, Magnuse III.
Vlajka se od roku 1969 vztyčuje také na veřejných budovách tohoto ostrova.

## Galerie

Vlajka manského guvernéra